# Paola Lanzilotti
Paola Lanzilotti (Torino, 16 agosto 1997) è una nuotatrice italiana.
Nel 2011 ha partecipato con la nazionale giovanile di nuoto al Festival olimpico della gioventù europea a Trebisonda.

## Palmarès
- World Games

Birmingham 2022: argento nei 100m traino manichino con pinne e nei 200m nuoto ostacoli.